# William Rapuzzi
William Charles Rapuzzi (Anchorage, 5 febbraio 1990) è un hockeista su ghiaccio statunitense, milita come attaccante nell'Hockey Club Prešov, squadra della Extraliga slovacca.

## Palmarès
- Extraliga slovacca: 1

Slovan Bratislava: 2021-2022